# Friedrich Hassbach
Friedrich Otto Michael Hassbach (* 18. Februar 1938 in Neuwied; † 9. September 2023 in Düsseldorf) war ein deutscher Politiker (CDU), Verbandsdirektor und Hauptgeschäftsführer des Hauptverbandes der Deutschen Bauindustrie und Träger des Bundesverdienstkreuz 1. Klasse.

## Leben
Friedrich Hassbach wurde als drittes Kind einer Fabrikantenfamilie in Neuwied in Rheinland-Pfalz geboren. Sein Studium an der wirtschaftswissenschaftlichen Fakultät der Universität zu Köln schloss er als Diplom-Volkswirt ab. Mit 24 Jahren wurde er mit dem Thema „Die Branntweinsteuer als Verbrauchsteuer“ mit magna cum laude zum Dr. rer. pol. promoviert. In seiner Kölner Studentenzeit wurde er 1957 Mitglied im Corps Silingia Breslau zu Köln.
Von 1977 bis 1994 war er Verbandsdirektor des Bauindustrieverbandes Nordrhein-Westfalen. Außerdem war er Hauptgeschäftsführer des Hauptverbandes der Deutschen Bauindustrie. In diesen Funktionen trat er u. a. in der Diskussion im Zuge der Abschwächung der Konjunktur der Bauwirtschaft Mitte der 1990er Jahre medienwirksam in Erscheinung (bspw. WirtschaftsWoche). Außerdem war er seit 1963 politisch engagiert. Er war als CDU-Politiker in Düsseldorf mehr als 25 Jahre im Rat der Landeshauptstadt Düsseldorf, in den er 1975 das erste Mal gewählt wurde, und Vorsitzender des Bauausschusses. In dieser Zeit hat er sich insbesondere für den Rheinufertunnel, die Neugestaltung der Königsallee und die Messe eingesetzt. Zudem war er stellvertretender Fraktionsvorsitzender der CDU im Rat der Stadt Düsseldorf.
Hassbach saß zudem ab 2008 im Verwaltungsrat der Stadtsparkasse Düsseldorf (u. a. mit Marie-Agnes Strack-Zimmermann und Günter Bosbach) sowie im Aufsichtsrat der Messe Düsseldorf GmbH. Er scheute nicht vor unangenehmen Diskussionen zurück (u. a. Auseinandersetzung mit dem Pfarrer Dieter Baumann, den er einen „extrem Linken“ genannt hatte oder die Diskussion um die Beibehaltung der Bauvorlageberechtigung für Ingenieure).
Im Jahr 1988 wurde Friedrich Hassbach vom damaligen Bundespräsidenten Richard von Weizsäcker mit dem Bundesverdienstkreuz ausgezeichnet. Im Jahr 2003 wurde ihm der Verdienstorden des Landes Nordrhein-Westfalen verliehen. Außerdem wurde Friedrich Hassbach 2004 die Ehrenbürgerschaft durch die Stadt Düsseldorf verliehen sowie der Jan-Wellem-Ring.

## Auszeichnung
- Ehrenring des Rates der Stadt Düsseldorf (1983)[25]
- Bundesverdienstkreuz 1. Klasse (1988)[22]
- Verdienstorden des Landes Nordrhein-Westfalen (2003)
- Ehrenbürger der Stadt Düsseldorf (2004)

## Mitgliedschaften
- Chaîne des Rôtisseurs Bailliage National d’Allemagne (Bailliage Nordrhein)[26]
- Corps Silingia Breslau zu Köln
- Heimatverein Düsseldorfer Jonges e. V
- Ehrensenator der Prinzengarde der Stadt Düsseldorf „Blau-Weiss“ e.V. 1927[27]
- Gründungsmitglied und Vorstand im Freundeskreis des Gerresheimer Krankenhauses[28]
- Rat der Landeshauptstadt Düsseldorf
- Vorsitzender des Deutschen Roten Kreuzes in Düsseldorf (1997)[29]

## Werke und Veröffentlichungen (Auszug)
Sortiert nach Veröffentlichungsjahr (absteigend):
- Schmidt, K., Hassbach, F., Wissing, F.-J., Zechlin, H. J. (1995): Die Erwartungen der Industrie für 1996, Wirtschaftsdienst, ISSN 0043-6275, Nomos, Baden-Baden, Vol. 75, Iss. 12, pp. 639–647.
- Hassbach, F. (1995). Die Bauwirtschaft vor dem Strukturwandel. Wirtschaftsdienst-Hamburg, 75(12), 641–642.
- Hassbach, F. (1995). Die mittelständische Bauindustrie als Partner für privat finanzierte öffentliche Projekte. Sonderdruck aus BW Bauwirtschaft.
- Diekmann, A., Hassbach, F., Wissing, F. J., & Zechlin, H. J. (1994). Die Erwartungen der Industrie für 1995. Wirtschaftsdienst, 74(12), 603–613.
- Hassbach F. (1985). Weniger Staatseingriffe in das Baugeschehen - Mehr Privatfinanzierung öffentlicher Bauinvestitionen. In: Drei Jahrzehnte Mittelstandspolitik. Mittelstands-Verlagsgesellschaft (Hrsg.). Bonn.
- Hassbach, F. (1963): Die Branntweinsteuer als Verbrauchsteuer: Notwendigkeit und Problematik einer Erfassung der steuerlichen Leistungsfähigkeit des Verbrauchers.